# Joseph Marino
Joseph Salvador Marino (né le 23 janvier 1953 à Birmingham, États-Unis) est un prélat catholique et nonce apostolique pour le Saint-Siège, président de l'Académie pontificale ecclésiastique depuis octobre 2019.

## Biographie
Joseph Salvador Marin est né le 23 janvier 1953 à Birmingham dans l'État de l'Alabama aux États-Unis. Diplômé en 1971 du lycée catholique John Carroll , il reçoit le 25 août 1979 l'ordination presbytérale par l'évêque de Jackson (en) : William Russell Houck (en); il est incardiné au diocèse de Birmingham.
Le 15 juin 1988 il entre dans le service diplomatique du Saint-Siège, où il travaille successivement dans les représentations des Philippines, Uruguay et Nigeria, à partir de 1997 il travaille pour la secrétairerie d'État dans la section pour les rapports avec les États. Le 12 janvier 2008, il est nommé nonce apostolique au Bangladesh (en) par le pape Benoît XVI qui le nomme archevêque titulaire de Natchitoches. Il reçoit sa consécration épiscopale le 29 mars de la même année par le cardinal Jean-Louis Tauran, président du Conseil pontifical pour le dialogue interreligieux, assisté des prélats Celestino Migliore et William Russell Houck (en).
Le 16 janvier 2013, il est nommé, par le pape Benoît XVI, nonce apostolique en Malaisie (en) et au Timor oriental (en), ainsi que délégué apostolique au Brunei (en).
Le 11 octobre 2019, François l'appelle à Rome pour prendre la tête de l'Académie pontificale ecclésiastique, l'institut de formation des diplomates du Saint-Siège. Il en démissionne le 23 janvier 2023